# شهرستان عرما
ناحیهٔ عرما (به عربی: مدیریة عرماء) یک ناحیه در یمن است که در استان شبوه واقع شده‌است.
ناحیهٔ عرما ۱۰٬۱۸۸ نفر جمعیت دارد.